# Neofeminismus
Neofeminismus je podobně jako obrat „nový feminismus“ pohyblivé slovo, které označuje různé podoby feminismu v dějinách tohoto hnutí. Poprvé se termín objeví ve 20. letech minulého století ve Velké Británii a v Německu, kde se vymezuje k politickému feminismu britských sufražetek z počátku století. Neofeministky byly zaměřené především na sociální problematiku: pracovní podmínky žen, rodičovské příspěvky a podmínky mateřské dovolené. Za vůdčí osobnost je považována britská feministka Eleanor Rathbone, předsedkyně sdružení National Union of Societies for Equal Citizenship.
O šedesát let později se slovo objeví v titulu eseje Jacquese Zephira Neofeminismus Simony de Beauvoirové v souvislosti s „biblí nového feminismu“ Druhé pohlaví z roku 1949, ve kterém autorka prosazuje radikální feminismus a požaduje zrušení nejen tradičních společenských rolí, ale také sexuální identity: „Žena se nerodí ženou, žena se ženou stává.“
Ve stejné době (na přelomu 70. a 80. let minulého století) použije však v opačné optice termín papež Jan Pavel II. v teorii „komplementárnosti“, rozvedené v knižně vydaném souboru katechezí Teologie těla. Muži a ženy mají specifické vlastnosti: pro ženy je charakteristická empatie, intuice a „emotivní inteligence“.
V současné době označuje slovo novou vlnu feminismu především v souvislosti s hnutím #MeToo, které je vnímáno jako projev amerického puritanismu. Tento význam je přítomný ve francouzském Manifestu 100 žen z roku 2018, ve kterém signatářky vyjadřují obavy z postoje, který činí ze žen jen oběti a zbavuje je tak paradoxně svéprávnosti: „Tato horečka, která posílá ‚prasáky‘ na jatka, je daleka tomu, aby pomohla ženám získat nezávislost. Ve skutečnosti je ve službách nepřátelů sexuální svobody, náboženských extremistů a všem těm, kteří nám ve jménu substanciálního dobra a viktoriánské morálky říkají, že ženy jsou zvláštní bytosti, jakési děti s dospělou tváří, vyžadující, aby byly chráněné."
V podobném smyslu používá pojem také Patrik Ouředník ve svém článku z července 2019, kde mimo jiné píše: „Má-li mít feminismus smysl a obsah, jeho požadavky nemohou nebýt univerzální; v opačném případě není už žena vnímána ve smyslu lidské bytosti naroveň mužům, ale pouze jako derivovaný produkt té které kultury, té které civilizace. Co se odehrává dnes? Feministický univerzalismus minulého století je nahrazen multikulturálním partikularismem, který ve jménu individuální svobody udržuje ženy v podřadné pozici. Diskurs neofeminismu je následující: ‚Pokud je to jejich svobodná volba, musíme hájit právo žen nosit burku.‘ Stejně se kdysi argumentovalo v souvislosti s poskytnutím plnohodnotného občanského statusu americkým černochům; řadě z nich jejich služební role vyhovovala a neviděla důvod cokoli měnit. ‚Pokud je to jejich svobodná volba, musíme hájit právo černochů nebýt rovnoprávní.‘“
Pojem neofeminismus je tedy ilustrací proměn, kterými feministické hnutí postupně prochází.